# 王豫生
王豫生（1940年生），河南长垣县人，豫剧作曲家。曾任河南豫剧院二团团长，现任小皇后豫剧团艺术总监。

## 生平
他毕业于河南省戏曲学校，专习司鼓，毕业后留校任教，后来专职从事音乐设计。

## 作品
他创作了《三全其美》、《春秋配》、《司文郎》、《柳河湾》、《包龙图坐监》、《血溅乌纱》、《泪洒相思地》、《风雨行宫》、《美女涅槃记》、《铡刀下的红梅》等30多部戏曲的音乐唱腔。
并发表百余篇有关豫剧和豫剧音乐的文章。曾编写的书籍有《豫剧锣鼓经》、《豫剧板式》、《豫剧各种调门唱法介绍》、《豫剧锣鼓经》、《常香玉唱腔选》（与陈宪章合作）、《群芳谱》（多人合撰）等。